# Kruchopieczarka topolowa
Kruchopieczarka topolowa, kruchaweczka topolowa (Cystoagaricus sylvestris (Gillet) Örstadius & E. Larss.) – gatunek grzybów należący do rzędu pieczarkowców (Agaricales).

## Systematyka i nazewnictwo
Pozycja w klasyfikacji według Index Fungorum: Cystoderma, Incertae sedis, Agaricales, Agaricomycetidae, Agaricomycetes, Agaricomycotina, Basidiomycota, Fungi.
Po raz pierwszy opisał go w 1878 r. Claude-Casimir Gillet, nadając mu nazwę Hypholoma sylvestre. W 2015 r. Leif Örstadius i Ellen Larsson przenieśli go do rodzaju Cystoagaricus. Pozostałe synonimy:
- Drosophila sylvestris (Gillet) Kühner & Romagn. 1953
- Psathyrella populina (Britzelm.) Kits van Wav. 198
- Hypholoma sylvestre Gillet 1878
- Psathyrella sylvestris (Gillet) Konrad & Maubl. 1949

W 2003 r. Władysław Wojewoda zarekomendował polską nazwę kruchaweczka topolowa (dla nazwy naukowej Psathyrella populina). Po przeniesieniu do rodzaju Cystoagaricus stała się ona niespójna z nową nazwą naukową. W 2021 r. Komisja ds. Polskiego Nazewnictwa Grzybów zarekomendowała nazwę kruchopieczareczka topolowa.

## Morfologia
Kapelusz
O średnicy 20–70 mm, u młodych okazów półkulisty, dzwonkowaty, później rozpłaszczający się, na koniec płaskowypukły. Jest niehigrofaniczny, pokryty licznymi pasmami czarnobrązowych łusek, na środku lekko podwiniętych, przy brzegu brązowawych i przylegających, na ochrowożółtym, szarobeżowym tle. Osłona częściowa włóknista, u młodych osobników z białawymi brzegami.
Blaszki
Przyrośnięte, wypukłe, szerokie, beżowe z białawym lub tego samego koloru strzępiastym brzegiem.
Trzon
Cylindryczny, pusty, włóknisty do miękkiego, ochrowy, szczególnie w dolnej połowie.
Cechy mikroskopowe
Zarodniki 6,5–8 × 4,5–5,5 μm, nieco trójkątne, trapezoidalne, z podstawą często ściętą z przodu i wierzchołkiem o profilu fasolkowatym. Cheilocystydy liczne, ale rozproszone, cylindryczne, nieco główkowate, pokryte dużymi złogami śluzu, pod działaniem amoniak zielonkawym. W eksykatach zmiana barwy pod wpływem amoniaku ma tendencję do zanikania. Pleurocystydy liczne, podobne do cheilocystyd.

## Występowanie i siedlisko
Najwięcej stanowisk podano w Europie, poza nią nieliczne w Ameryce Północnej i pojedyncze w Afryce Południowej. W Polsce do 2003 r. podano dwa stanowiska (jako Psathyrella populina), ale w późniejszych latach podano wiele następnych. W internetowym atlasie grzybów znajduje się na liście gatunków zagrożonych i wartych objęcia ochroną. Na Czerwonej liście roślin i grzybów Polski ma status E – gatunek wymierający, którego przeżycie jest mało prawdopodobne, jeśli nadal będą działać czynniki zagrożenia.
Grzyb saprotroficzny występujący najczęściej na zbutwiałych pniach i drewnie topoli, ale także na innych gatunkach twardego drewna.